# Вапориметр

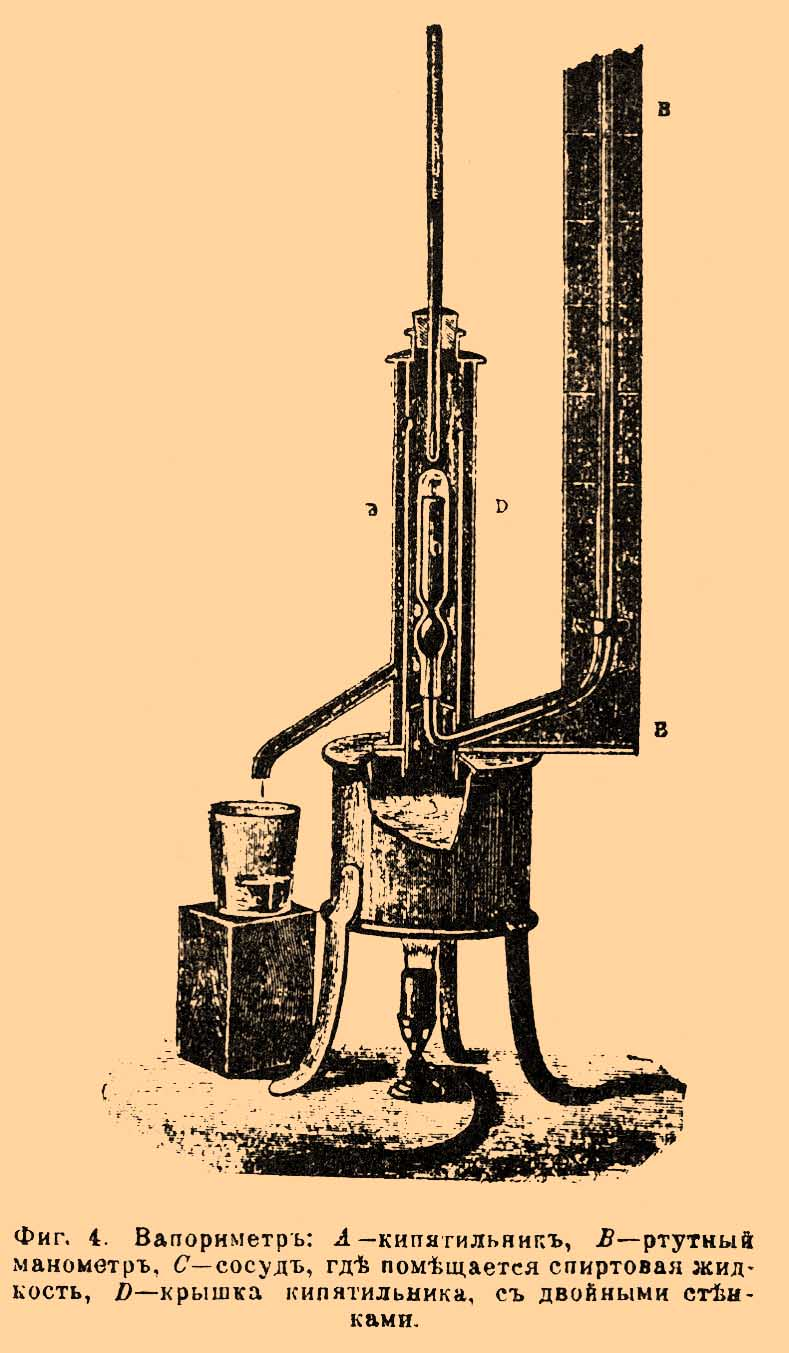

Вапориметр (рос. вапориметр, англ. vaporimeter, нім. Vaporimeter) — прилад для визначання пружності пари різних рідин при певних температурах.
Зокрема, застосовується для визначення кількості алкоголю в рідинах.